# حسن بيغلو
حسن‌ بيغلو هي قرية في مقاطعة خدا أفرين، إيران. عدد سكان هذه القرية هو 80 في سنة 2006.